# Glières-Val-de-Borne
Glières-Val-de-Borne ist eine französische Gemeinde mit 1.825 Einwohnern (Stand 1. Januar 2022) im Département Haute-Savoie in der Region Auvergne-Rhône-Alpes. Sie gehört zum Arrondissement Bonneville und zum Kanton Bonneville.
Sie entstand als Commune nouvelle mit Wirkung vom 1. Januar 2019 durch die Zusammenlegung der bisherigen Gemeinden Le Petit-Bornand-les-Glières und Entremont, denen in der neuen Gemeinde der Status einer Commune déléguée jedoch nicht zuerkannt wurde. Der Verwaltungssitz befindet sich im Ort Le Petit-Bornand-les-Glières.

## Geografie
Glières-Val-de-Borne liegt etwa 29 Kilometer (Luftlinie) nordöstlich von Annecy in den Savoyer Voralpen, im Bornes-Massiv, das vom gleichnamigen Fluss Borne durchquert wird. Das Gemeindegebiet erstreckt sich von der Hauptbesiedelung im Talgrund an der Départementsstraße D 12 bis zu den Gebirgsketten mit bis zu rund 2400 Metern Höhe. Die Gemeinde ist auch ein beliebtes Skigebiet.  
Nachbargemeinden sind:
Saint-Pierre-en-Faucigny im Norden, Bonneville und Brizon im Nordosten, Mont-Saxonnex im Osten, Le Grand-Bornand im Südosten, Saint-Jean-de-Sixt im Süden, Les Villards-sur-Thônes und Thônes im Südwesten, La Balme-de-Thuy und Fillière im Westen, sowie La Roche-sur-Foron und Saint-Laurent im Nordwesten.

## Geschichte
Als sich Frankreich im Zweiten Weltkrieg unter deutscher Besatzung befand, griffen deutsche Truppen mit Hilfe von 800 Mitgliedern der Milice française in der Gegend von Glières die Résistance an. Auch gingen sie dazu über, alle Berghütten niederzubrennen.

## Gliederung
| Ortsteil                                         | ehemaliger INSEE-Code | Fläche (km²) | Einwohnerzahl (2016) |
| ------------------------------------------------ | --------------------- | ------------ | -------------------- |
| Entremont                                        | 74110                 | 18,35        | 0661                 |
| Le Petit-Bornand-les-Glières (Verwaltungssitz)00 | 74212                 | 53,42        | 1126                 |